# ドミニク・ヨルファ
ドミニク・ヨルファ（Dominic Iorfa、1995年6月24日 - ）は、イングランド・サウスエンド＝オン＝シー出身のサッカー選手。ポジションはディフェンダー（DF）。シェフィールド・ウェンズデイFC所属。

## 経歴
15歳でウルヴァーハンプトン・ワンダラーズFCのアカデミーに入団。2014年3月、期限付き移籍先のシュルーズベリー・タウンFCでプロデビューを果たした。復帰後、12月のAFCボーンマス戦でウルヴズのトップチームデビューを果たした。
2017年7月14日、イプスウィッチ・タウンFCに期限付き移籍した。
2019年1月、シェフィールド・ウェンズデイFCへ完全移籍。

## 人物
2016年1月に、英紙ミラーの「この1月に獲得すべき、イングランド2部の秀英5人」という記事のひとりに選出された。